# 水城たくや
水城 たくや（みずしろ たくや）は、日本の漫画家・原画家。

## 経歴・特徴
商業誌に寄稿した当時は、ゲームのアンソロジーが多かったという。『COMICポプリクラブ』などに妹ものの作品を発表していた。

## 作品

### 単行本
- 『夢見は刺激的』富士見書房、富士見コミックス（1998年12月発売）ISBN 978-4894213074
  - 収録作品
    - 夢見は刺激的1、2
    - 綾先生の保健室
    - 綾先生の相談室
    - 綾先生の新世界
    - 靴屋とエプロンと私
    - 夕暮れ屋敷に御用心」前後編
    - Plannning2
    - SISTERS＋1
    - 一緒がいいね
- 『特盛姉妹丼』マックス、ポプリコミックス（2009年11月26日発売）ISBN 978-4863790124
- 『年下っ娘!せれぶれーしょん』マックス 、ポプリコミックス（2013年4月25日発売）ISBN 978-4863790896
  - 収録作品
    - いもうと　とろとろ（描き下ろし）
    - 除夜の鐘
    - 合格の鐘
    - おっきいのはお嫌いですか
    - Bath Time Lover
    - キミノミライ
    - すぱさぷらいず
    - 水着越しLOVERs
    - 妹こころ姉ココロ
    - SISTER★ACTRESS
    - みこはじめ
    - どちらを召しませ?
    - ひなた日和
- 『家族相姦図式』ジーオーティー、GOT COMICS（2016年4月25日発売）ISBN 978-4860848613

### 原画
- 『バーチャコール3』フェアリーテール、1997年7月25日発売
- 『PALETTE』フェアリーテール、1998年11月20日発売
- 『Natural Zero+ -はじまりと終わりの場所で-』フェアリーテール、2000年12月22日発売
- 『Beside 〜幸せはかたわらに〜』F&C 2001年10月26日発売